# Yves Mézard
Pas d'image ? Cliquez ici

a Compétitions nationales et continentales officielles uniquement.

b Matchs officiels uniquement.
Yves Mézard, né le 3 juillet 1932 à Miramas et mort le 7 janvier 2018 à Plan-d'Orgon, est un joueur de rugby à XIII dans les années 1950 et 1960.
Il effectue sa carrière sportive au sein de Cavaillon avec lequel il dispute le Championnat de France.
Fort de ses performances en club, il est sélectionné en équipe de France en 1960. Seul représentant de son club, il prend également part à la Coupe du monde 1960.

## Biographie
Seul représentant de son club de Cavaillon, il fait partie des dix-huit joueurs sélectionnés pour représenter la France à la Coupe du monde 1960 en Angleterre.
Dans la vie civile, il travaille comme employé ferroviaire.

## Palmarès

### Détails en sélection
| 1. | 1er octobre 1960 | Grande-Bretagne | 7-33 | Coupe du monde | Deuxième ligne | 0 | 0 | 0 | 0 |